# Роджер Бекон
Ро́джер Бе́кон (англ. Roger Bacon, 1214 — 11 червня 1292) — англійський філософ, науковець, викладач Оксфордського університету, францисканець. У 1266 році за пропозицією свого друга, папи Климента IV, він почав свою «Велику працю» (Opus maius) — конспект всіх галузей знання. У 1268 році він послав свою працю разом з «Малою працею» (Opus minus) та іншими статтями папі.

## Життєпис
Найвірогіднішою датою народження Бекона вважають 1214 рік, хоча були висунуті аргументи на користь 1210-го (Ш. Журден) і 1220-го (Д. Ліндберг) років.
Народився він в Ілчестері (графство Сомерсет). Сім'я Бекона була забезпеченою: Бекон повідомляє, що він міг витрачати більше двох тисяч фунтів на книги, таблиці, інструменти та інші необхідні для наукових робіт речі. Утім, підтримка Генріха III в боротьбі проти Симона де Монфора і баронів, мабуть, привела родину до фінансового розорення і вигнання, так що 1266 року прохання Бекона вислати грошей не знайшло відгуку. Відомо, що у Бекона були брати, один з яких був ученим.
Бекон навчався в Оксфорді, виїжджав до Лінкольна в гості до відомого філософа Роберта Гросетеста, котрий став його вчителем. У 1237 році погодився на пропозицію Паризького університету продовжити там навчання. Там Роджер Бекон вивчав латину, аристотелівську логіку, арифметику та геометрію.
1277 року засуджений церквою за «деякі нововведення» (єресь), відсторонений від викладання в Оксфордському університеті й ув'язнений. Легенда стверджує, що він пробув у в'язниці 14 років.
Бекон цікавився алхімією, біологією, фізикою і магією. У світогляді Бекона було чимало містики, але головна його заслуга в наголошенні на науковому методі досліджень. Він одним із перших наполягав на необхідності дослідного пізнання природи.
Його заслугами вважають багато відкриттів, включаючи відкриття збільшувальних лінз. У своїх працях він висунув низку цікавих ідей про літальні апарати, підйомні крани, про способи добування багатьох хімічних речовин, у тому числі пороху.

## Філософські погляди
Він вважав, що тільки математика, як наука, найбільш достовірна і безсумнівна. З її допомогою можна перевіряти дані всіх інших наук. Крім того, він стверджував, що математика — найлегша з наук і доступна кожному.
Головним принципом його переконань стало твердження «Ми пануємо над природою, лише скоряючись цій природі».
Бекон виділяв два типи досвіду:
1. реальний, життєвий досвід, який можна придбати тільки в процесі життя;
2. досвід — доказ, отриманий через зовнішні почуття. Він стосується тільки матеріальних предметів. Але існує ще духовний досвід, стверджував Бекон, який можливо пізнати тільки обраним людям через містичний стан, через внутрішнє осяяння.

Дана ідея передбачила появу ідей про евристичне осяяння і роль інтуїції в науці.
Роджер Бекон активно займався алхімією, астрологією і оптикою; намагався внести в алхімію елементи науки. Підрозділяв алхімію на умоглядну (теоретичну), яка досліджує склад і походження металів і мінералів, і практичну, що займається питаннями добування і очищення металів, приготування фарб тощо. Вважав, що алхімія може принести велику користь медицині, передбачивши деякою мірою ідеї Парацельса.

## Пам'ять
- У 1935 році на честь Роджера Бекона названий кратер на Місяці.
- 69312 Роджербекон — астероїд, названий на честь філософа[10].
- Послання ченця Роджера Бекона про таємні дії мистецтва і природи і нікчемність магії